# Haxtur
Haxtur est une série de bande dessinée d’heroic fantasy réalisée par l'Espagnol Víctor de la Fuente et publiée dans le mensuel Trinca en 1971-1972. Considérée comme l'une des principales œuvres de la bande dessinée espagnole, elle a été présentée par son auteur comme un manifeste politique, ce qui l'a conduit à quitter l'Espagne franquiste pour la France. Les prix Haxtur ont été nommés en son honneur.

## Publications

### Espagne
- Haxtur, dans Trinca n°14-22 et 24-29, 1971-2.
- Trinca présenta, Doncel :

5. Haxtur 1, novembre 1971.
12. Haxtur 2, mars 1972.

### France/Belgique
- Haxtur, Dargaud :

1. Les Peuples de la nuit, 1972.
2. Le Pays des maléfices, 1972.